# Essie Hollis
Essie B. Hollis (Erie, Pensilvania, 16 de mayo de 1955) es un exjugador de baloncesto estadounidense que jugó una temporada en la NBA, además de hacerlo en la CBA, en la liga italiana y la liga española. Con 1,98 metros de altura, lo hacía en la posición de alero.

## Trayectoria deportiva

### Universidad
Jugó durante 4 temporadas con los Bonnies de la Universidad de San Buenaventura, donde promedió 18,5 puntos y 9,1 rebotes por partido. Acabó como quinto mejor anotador de la historia de la universidad, con 1.906 puntos, y como segundo mejor reboteador, con 977, únicamente por detrás de Bob Lanier. En 3 ocasiones consiguió capturar 21 rebotes en el mismo partido. En 1977 consiguió ganar el NIT, al derrotar a Houston Cougars en la final por 94-91.

### Profesional

#### 1978-79:Triunfo en el Askatuak
Fue elegido en la cuadragésimo cuarta posición del Draft de la NBA de 1977 por New Orleans Jazz, pero no llegó a un acuerdo con el equipo. Aceptó ir a jugar a la liga española de la mano de José Antonio Gasca, presidente del Askatuak de San Sebastián, un equipo recién llegado a la máxima categoría española. Hollis no tardó en dejar buen sabor de boca: en su primer partido en casa, ante el Manresa, y en la primera jugada del mismo, remontó la línea de fondo y a aro pasado anotó un mate de espaldas a dos manos delante de un jugador, Fulllerton, mucho más alto que él. Esa temporada consiguió el que hoy en día es el segundo mejor registro anotador en un partido, ante el Joventut, cuando anotó 63 puntos, en una época en la que no existía la línea de 3 puntos. Acabaría la temporada como máximo anotador de la competición, con 840 puntos, 39,2 por partido.

#### 1979-80: Breve paso por la NBA
Al finalizar la temporada, decidió intentar jugar en la NBA, haciendo pruebas con New Orleans Jazz, New Jersey Nets y Buffalo Braves, pero finalmente ninguno de los tres equipos se hizo con sus servicios, conformándose con jugar con los Rochester Zeniths de la CBA, con los que ganó el campeonato, promediando 17,2 puntos por partido. Mientras estaba jugando con los Zeniths, fue llamado por fin de un equipo de la NBA, los Detroit Pistons, con quienes jugó de noviembre a febrero 25 partidos, en los que promedió 2,8 puntos y 1,8 rebotes por partido.

#### 1980: Regreso a Europa
Tras su no muy positiva experiencia en Estados Unidos, regresa a Europa, fichando por el Rodrigo Chieti de la Serie A2, volviendo a demostrar ser un super clase, tras promediar 28,2 puntos y 9,6 rebotes por partido. Tras esa temporada, en 1980 regresa a la liga española, fichando por el Arexlux Granollers. Nada más regresar a España, fue portada del número 1 de la legendaria revista Nuevo Basket. En su primera temporada en su nuevo equipo fue el máximo anotador con 599 puntos. Tras dos temporadas en el equipo catalán, no llegó a un acuerdo para su renovación, abandonando de nuevo la liga española rumbo a Italia.
Ficha por el Levole Mestre de la Serie A, que entrena esa temporada el español Moncho Monsalve, donde sustituye al exjugador del Real Madrid Walter Szczerbiak. Allí vuelve a ser uno de los jugadores más destacados del campeonato, promediando 24,3 puntos y 8,9 rebotes por partido.
En 1983 regresa de nuevo a España, siendo el primer jugador extranjero del equipo entonces denominado Arabatxo Baskonia, donde se convierte en el eje del equipo. En su primera temporada jugó prácticamente todos los minutos posibles (39,5 por partido), con unas estadísticas de 26,9 puntos y 7,8 rebotes por partido. El equipo jugaba prácticamente para él, como lo demuestra el hecho de que todavía conserva un récord histórico de la liga ACB, el de más tiros de dos intentados en un partido, conseguido ante el OAR Ferrol en la jornada 25. En su segunda temporada en el equipo, ya con 30 años, bajó un poco su rendimiento anotador, quedándose con 22,3 puntos por encuentro, pero aumentó su capacidad reboteadora, yéndose hasta las 8,9 capturas por partido. En 2008, la revista DATO realizó una encuesta a periodistas deportivos alaveses para conocer los mejores jugadores del Baskonia de todos los tiempos, quedando Hollis en cuarto lugar en una lista que encabeza Luis Scola.
Al año siguiente regresó al Askatuak, que disputaba la Primera B, donde jugó una temporada, para acabar firmando con el Elosúa León en 1986, de la misma categoría. El actual consejero del equipo, el exjugador Xavi Fernández, lo consideró en su día el primer gran fichaje del club. Con 32 años fue capaz de anotar 49 puntos en un partido.
En 1988 se incorporaría a las filas del Syrius Mallorca, donde jugaría la última temporada completa de su carrera, ya que, tras anunciar su decisión de retirarse al finalizar la misma, meses después aceptó la oferta del Cirsa Hospitalet, para sustituir mediada la temporada a su jugador extranjero Russell Cross.

## Estadísticas de su carrera en la NBA

### Temporada regular
| Temporada | Edad | Equipo          | Liga | P  | TIT | MIN | TC  | TCA | %TC  | 3P | 3PA | %3P | TL  | TLA | %TL  | R.OF. | R.DEF. | REB | ASIS | ROB | TAP | PER | FP  | PTS |
| 1978-79   | 23   | Detroit Pistons | NBA  | 25 |     | 6.2 | 1.2 | 3.0 | .400 |    |     |     | 0.4 | 0.5 | .750 | 0.8   | 1.0    | 1.8 | 0.2  | 0.4 | 0.0 | 0.6 | 1.1 | 2.8 |
| Total     |      |                 | NBA  | 25 |     | 6.2 | 1.2 | 3.0 | .400 |    |     |     | 0.4 | 0.5 | .750 | 0.8   | 1.0    | 1.8 | 0.2  | 0.4 | 0.0 | 0.6 | 1.1 | 2.8 |

## Vida personal
Casado con su esposa Sharon, tuvieron dos hijos, Kiara y Damian, nacido este último en 1988, que actualmente mide 2,03 metros y juega en los Colonials de la Universidad George Washington, que fue incluido en el mejor quinteto de novatos de la Atlantic Ten Conference en 2008, siendo el líder de su equipo en tiros de 3, con un 44% de efectividad. En su última temporada, su tercera como universitario, ha sido el máximo anotador de su equipo, promediando 13,4 puntos por partido, a los que añadió 6,1 rebotes y 1,7 asistencias.